# Баварский Цугшпитцбан
Баварский Цугшпитцбан (нем. Bayerischer Zugspitzbahn) — зубчатая железная дорога в Баварии, ведущая от Грайнау (изначально Гармиша-Партенкирхена) на самую высокую точку Германии Цугшпитце. 

## Маршрут
Проходит через станции Hausberg, Kreuzeck-Alpsitzbahn, Hammersbach, Grainau, Eibsee, Riffelriß. Начинается путь от вокзала Гармиша-Партенкирхена и заканчивается на Цугшпитцплатт.
Данная канатная дорога проходит через туннель, начинающийся недалеко от озера Айбзее и станции Eibsee. Длина туннеля составляет 4466 метров, что является почти рекордным показателем.

## Интересные факты и краткая история
Железная дорога под названием Bayerischer Zugspitzbahn (с 2000-х годов BZB) была открыта в 1930 году. Строили её с 1928 года по 1930 года. Открывалась она в три этапа. Первый участок был от Грайнау до Айбзее (3,2 км). Он был введён в эксплуатацию 19 февраля 1929 года. Второй участок был от Гармиша до Грайнау (7,5 км). И третий был между Айбзее до Цугшпитце, проходящий через туннель ведущий на вершину Цугшпитце.
Второй и третий участки были введены в эксплуатацию 8 июля 1930 года.